# Lehel (Metro de Múnich)
Lehel es una estación del metro de Múnich localizada en el centro del barrio Lehel de Múnich. Sirve al tramo común de las líneas U4 y U5, y se encuentra entre Odeonsplatz al del oeste y Max-Weber-Platz al este.
La estación tiene dos túneles excavados con andenes laterales en la línea central, unidos en sus extremos con pasillos para conectarlos. Desde cada uno de estos pasillos salen tres escaleras mecánicas paralelas hasta los vestíbulos. En extremo este de los andenes hay también un ascensor y unas escaleras hasta el vestíbulo este. La salida del oeste lleva a la intersección de Sankt Anna Straße con Sankt Anna Platz, y la salida del este a Tierschplatz, donde también se encuentra la parada de tranvía homónima.
Debido a estar en las inmediaciones de diversos museos, se encuentran reproducciones de varias esculturas en las paredes de las vías, además de cajas de exposición en los pasillos. Las paredes y techos arqueados de ambos túneles contienen líneas paralelas metálicas de color plata mate, que junto a la tira de luces central le da al espacio un aspecto luminoso.